# Richard Sadler
Pour les articles homonymes, voir Sadler.
Richard Sadler (né le 18 mars 1947) est un producteur, scénariste et réalisateur québécois.

## Filmographie

### comme producteur
- 1984 : The Gunrunner de Nardo Castillo
- 1989 : Comment faire l'amour avec un nègre sans se fatiguer de Jacques W. Benoît
- 1991 : Scream of stone (Cerro Torre: Schrei aus Stein) de Werner Herzog
- 1992 : Coyote de Richard Ciupka
- 1992 : Le mirage de Jean-Claude Guiguet
- 1994 : Louis 19, le roi des ondes de Michel Poulette
- 1996 : Caboose de Richard Roy
- 1997 : Le ciel est à nous de Graham Guit
- 1998 : Sucre amer de Christian Lara
- 1999 : EdTV de Ron Howard
- 2001 : Karmen Geï de Joseph Gaï Ramaka
- 2003 : Là-haut, un roi au-dessus des nuages de Pierre Schœndœrffer
- 2005 : Louise de Jacques Renard

### comme scénariste
- 1969 : Valérie (Tendre et sensuelle Valérie) de Denis Héroux
- 1989 : Comment faire l'amour avec un nègre sans se fatiguer de Jacques W. Benoit
- 1992 : Coyote de Richard Ciupka

### comme réalisateur
- 1975 : Le Monde s'en vient à Québec

## Récompenses et Nominations

### Récompenses
- 1994 - Bobine d'or (meilleur box-office canadien) pour Louis 19, le roi des ondes

### Nominations
- 1990 - Genie meilleur scénario, adaptation pour Comment faire l'amour avec un nègre sans se fatiguer
- 1994 - Genie meilleur film pour Louis 19, le roi des ondes